# Mordella biformis
Mordella biformis es una especie de coleóptero de la familia Mordellidae.

## Distribución geográfica
Habita en Guatemala, Honduras y México.